# 장일 (동오)
장일(蔣壹, ? ~ ?)은 중국 오나라의 장수이다. 장흠의 장자이며 선성후(宣城侯)에 봉해졌다. 유비와의 싸움에서 공을 세웠으며 돌아와 남군에서 위나라와 맞서 싸우다가 전사했다. 아들이 없었다.